# Stewartville (Minnesota)
Stewartville – miasto w Stanach Zjednoczonych, w stanie Alabama, w hrabstwie Baldwin.